# Tanera Beag
Tanera Beag ist eine relativ flache, unbewohnte Insel der Summer Isles (Innere Hebriden) an der Nordwestküste Schottlands.

## Etymologie
Tanera Beag lautet im Schottisch-Gälischen Tannara Beag. Das Adjektiv beag bedeutet „klein“. Der Ursprung von tannara ist nicht vollkommen klar, es wird jedoch angenommen, dass dieses Wort sich über Umwege aus dem Altnorwegischen hawnar-øy herleitet – was „Hafeninsel“ bedeutet. Tanera Beag ist somit die „kleine Hafeninsel“.

## Geographie

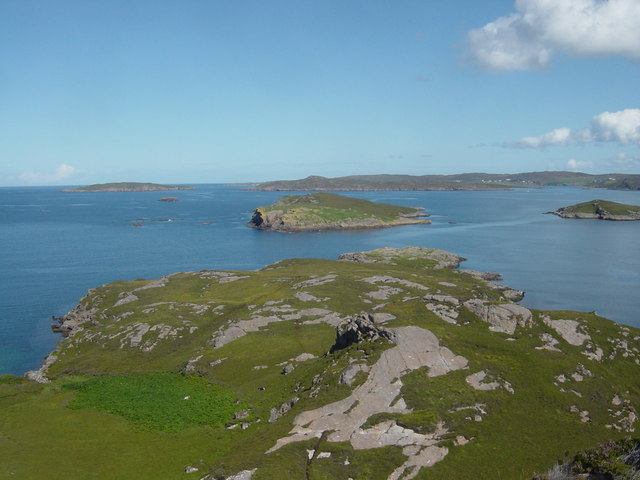
Blick vom höchsten Punkt nach Norden zur Eilean a’ Char und zur Nordküste bei Polbain

Tanera Beag, manchmal auch nur Tanera Beg, gehört zu den Summer Isles und liegt am Nordausgang des Loch Brooms gegenüber der Ortschaft Polbain. Die Insel ist somit ein Teil der Inneren Hebriden Schottlands.
Tanera Beag ist 0,66 Quadratkilometer groß und erreicht im zentralen Inneren eine Höhe von 83 Meter über dem Meeresspiegel. Der Gipfelpunkt wird von einem Cairn markiert und bietet einen schönen Rundumblick auf die vielen Inseln und die Festlandsberge Suilven, Stac Pollaidh und Ben More Coigach. Bei schöner Witterung können sogar die Äußeren Hebriden und Skye erkannt werden.
Die Insel ist geologisch aus zwei sehr unterschiedlichen Teilen zusammengesetzt – einem größeren, in etwa rechteckigen Südostteil und einem kleineren nordwestlichen Fortsatz. In Nordwest-Südost-Richtung misst die Insel in etwa 1,5 Kilometer, an ihrer schmalsten Stelle im Zentrum aber nur 350 Meter. Die Insel wird von zahlreichen anderen Inseln und vielen kleinen Skerries umgeben. Nur 800 Meter weiter östlich liegt die Ostküste von Tanera Mòr. Dazwischen schiebt sich die Insel Eilean Fada Mòr ein, welche ihrerseits von zahlreichen kleineren Inseln umgeben ist. Unmittelbar nördlich ist Eilean a’ Char zu erwähnen – ebenfalls begleitet von zahlreichen kleineren Inselchen. Glas leac Mòr im Nordwesten ist 1,5 Kilometer entfernt. Zum Festland im Nordosten (mit Rubh a’ Mhadaidh-ruaidh bei Polbain) sind es 2,4 Kilometer (Luftlinie). Zur Isle Ristol im Norden werden 2,5 Kilometer gemessen. Die benachbarte Eilean Mullagrach im Nordnordwesten befindet sich in 3,2 Kilometer Entfernung.
Auch in südlicher Richtung wird Tanera Beag von zahlreichen Inseln und Inselchen umringt. So sind es beispielsweise 5,3 Kilometer zur Horse Island im Südosten und etwa 1,3 Kilometer zu den drei Skerries Sgeir Revan, Sgeir an Aon Iomairt und Stac Mhic Aonghais im Süden. Zu Glas-leac Beag im Südwesten werden 3,6 Kilometer gemessen. Nächstgrößere Inseln weiter südwärts sind sodann Eilean Dubh 2,9 Kilometer im Süden, Priest Island 5,2 Kilometer im Südwesten und Bottle Island 4,7 Kilometer im Südsüdwesten mit mehreren Skerries. Am weitesten entfernt ist Gruinard Island im Südsüdwesten mit 11,7 Kilometer. Im Loch Broom anführenswert sind ferner das Eiland Càrn nan Sgeir sowie die Isle Martin (beide in südöstlicher Richtung).
Nächste Ortschaft und Hafen ist das bereits erwähnte Polbain in 2,4 Kilometer Entfernung im Nordosten. Nach Achiltibuie im Osten (ebenfalls mit Hafen) sind es 5 Kilometer. Das regionale Zentrum Ullapool (mit Fähre nach Stornoway) liegt etwa 20 Kilometer im Südosten.

### Hydrographie
Tanera Beag besitzt keinerlei größere Wasserläufe oder Seen von Bedeutung, nur im Südwesten erscheinen kleinere Wasserstellen sowie ein kleinerer See nördlich der höchsten Stelle.

## Geologie

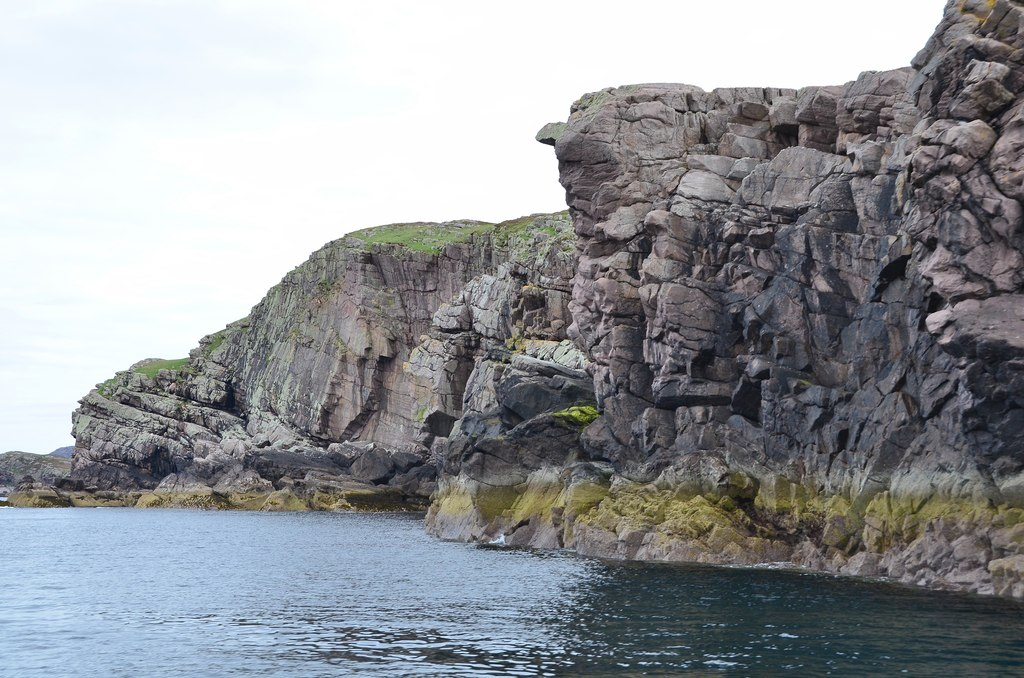
Felsen der Applecross-Formation entlang der Nordwestküste von Tanera Beag

Wie bereits angesprochen ist Tanera Beag geologisch zweigeteilt. Der größere Südostteil der Insel wird von neoproterozoischen Schichten der Aultbea-Formation aufgebaut. Die Aultbea-Formation gehört zur Torridonian Supergroup, genauer zur Torridon Group. Die Schichten streichen generell Nordost und fallen mit rund 10 bis 27° nach Südost ein. Der Nordwestteil wird durch eine Verwerfung vom Rest der Insel abgetrennt. Hier tritt plötzlich die stratigraphisch tiefere Applecross-Formation auf – mit derselben Streichrichtung, aber etwas flacheren Einfallswinkeln um 13 bis 15°.
Die Nordost-streichende Verwerfung bildet Teil einer größeren Bruchzone, die nach Norden bis in die Enard Bay hineinreicht und im Süden an Priest Island vorbeistreicht. An ihr wurde der Ostteil leicht grabenartig abgesenkt.
Die Applecross-Formation und die Aultbea-Formation sind lithologisch einander sehr ähnlich. Es handelt sich um massive, rotfarbene, Arkose-reiche Sandsteine mit Trog-Schrägschichtung, Strömungsrinnen und einer generellen Strömungsrichtung nach Südosten. Die Applecoross-Formation ist grobkörniger als die Aultbea-Formation, die keine Gerölle mehr führt. Untersuchungen an Eisen- und Aluminiumoxiden ergaben, dass beide Formationen unterschiedlichen Quellgebieten angehören, wobei die Aultbea-Formation distaler Natur ist. Beide Formationen zeigen Verformungen des unverfestigten Sediments wie beispielsweise Wickelschichtung und dergleichen.
Angehobene Strandterrassen (Englisch raised beaches) finden sich auf Tanera Beag an mehreren Stellen. So beispielsweise im Südosten an der Bucht Mol Bheag sowie an zwei Buchten im Nordwesten. Es erscheint sogar noch ein älteres Terrassensystem an der Südwestküste.
Dass die Insel gegen Ende des Devensians vom British Irish Ice Sheet erfasst worden war, zeigt sich eindeutig an Gletscherschrammen und generellen Strukturen wie Rundhöckern (mit polierten Leeseiten und Abrissen im Luv). Die Schrammen sind nach Nordwest und Westnordwest orientiert und geben eindeutig die Bewegungsrichtung des Eisstroms in Richtung The Minch zu erkennen.
Tanera Beag war spätestens ab 14.200 Jahre vor heute wieder eisfrei.
In den Meereskliffs von Tanera Beag haben sich einige Höhlen und Risse in den beiden Sandsteinformationen gebildet, welche sich bei Kayakfahrern großer Beliebtheit erfreuen. Hierzu gehört vor allem die riesige Cathedral Cave, aber auch Felstore wie The Tanera Beag Arch, der Mol Beag Micro Arch, der Felsenriss Cathedral Crack und die Blowhole Cave – eine Höhle, aus der unter Druck stehendes Meerwasser herausgeblasen wird.

### Fossilfunde
Im Südosten von Tanera Beag wurden in grauen Tonschiefern der Aultbea-Formation Fossilien entdeckt. Hierbei handelt es sich um zwei Fossilgruppen – einmal um sphäromorphe Acritarchen des Taxons Torridoniphycus lepidus, das Cyanobakterien nahesteht, sowie Fadennetzwerke des Taxons Eumytecopsis crassiusculum, das fadenförmigen Cyanobakterien ähnelt.

## Ozeanographie

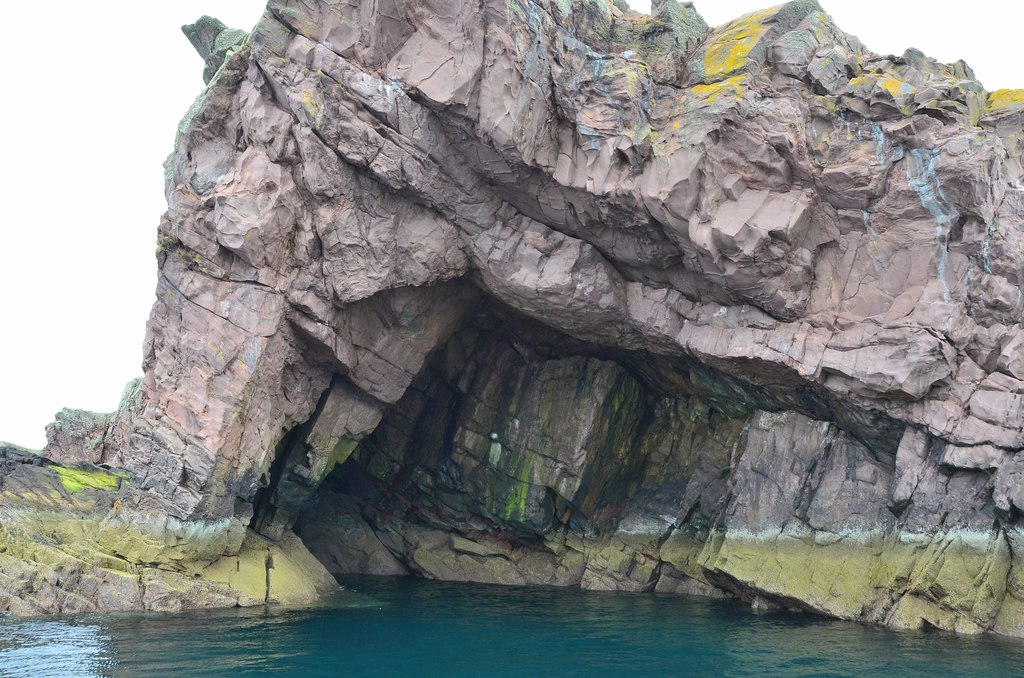
Die beeindruckende Cathedral Cave an der Südwestspitze von Tanera Beag in Gesteinen der Aultbea-Formation

Die unmittelbar Tanera Beag umgebenden Gewässer sind recht flachgründig und ruhen auf Anstehendem. Nur im Süden und Südosten werden tiefere Lagen mit bis zu 60 Meter Meerestiefe erzielt. Im Südosten der Insel endet die Martin Bank, die rund 50 Meter tief liegt. Sie zeichnet sich durch eine Serie von 18, etwa Nordost-streichenden, oszillierenden Rückzugsmoränen aus, welche offensichtlich dem Wester Ross Readvance zuzurechnen sind. Die Moränen dürften zwischen 15.600 und 14.100 Jahre alt sein. Beeindruckend ist ferner eine Nordwest-streichende Megarille im Anstehenden der Martin Bank, die vom Eis eingraviert worden war und eindeutig die Bewegungsrichtung des Eisstroms im Anstehenden markiert.
Die Unterwassermoränen sitzen der Assynt Glacigenic Formation auf, die auch den großen Ostteil der Badentarbat Bay unterlagert und den Süden von Tanera Mòr bis Tanera Beag umrundet.

## Ökologie

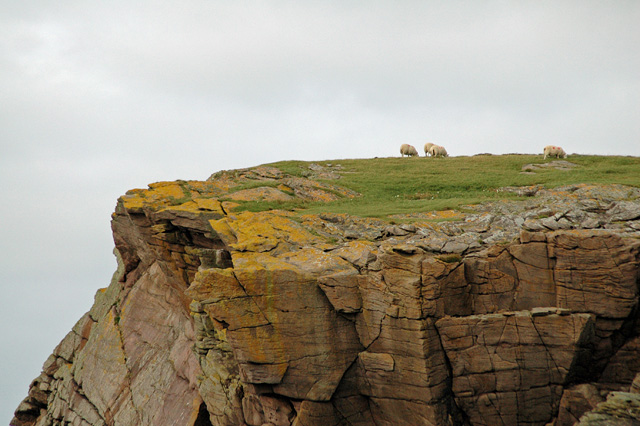
Schafe weiden auf Sròn Slugain Uaine an der Westseite der Insel. Darunter die Felsen der Applecross-Formation.

Tanera Beag ist vollkommen unbesiedelt und somit ökologisch noch in einem sehr guten Zustand. Der Ankerplatz der Insel liegt auf der Ostseite gegenüber von Eilean Fada Mòr. Auf den Sandsteinen haben sich Feuchtwiesen, kleinste Seen (lochans) und sich im Wind wiegende Graslandschaften (Grasplateaus) mit Wollgräsern und Wildblumen etabliert. Die Insel ist bedeutender Beweidung und Viehzucht verschont geblieben, jedoch werden ab und zu Schafe auf der Insel ausgesetzt. Der Hauptteil der Insel wird von Torf, Heide und Farnen bedeckt. Baumbestand ist enorm selten, es kommen aber dennoch vereinzelt Espen vor. 
Eine Seltenheit sind Ufersande, die bei Niedrigwasser rosa Korallen erkennen lassen.
Tanera Beag ist ein integraler Bestandteil des Wester Ross Marine Protected Areas – ein Meeresschutzgebiet. Außerdem gehört die Insel zum Landschaftsschutzgebiet Assynt-Coigach National Scenic Area.

### Schiffsunglück

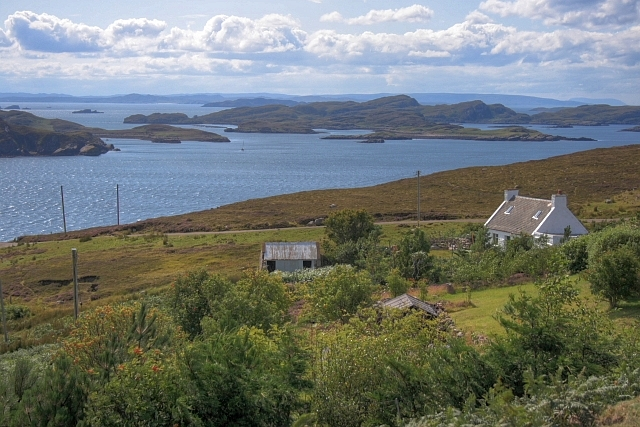
Blick von Polbain nach Südwesten zu den Summer Isles

Am 29. Juni 2003 lief der Frachter MV Jambo bei En a’ Char vor der Nordwestspitze von Tanera Beag auf Grund. Er hatte von Irland kommend 3300 Tonnen an Sphalerit (Zinksulfid) geladen – mit Kurs auf Norwegen. Bis 2005 wurden Gewebeproben von Krabben und Jakobsmuscheln begleitend untersucht. Die Toxizität hielt sich in Grenzen, nur bei Cadmium wurden europäische Grenzwerte überschritten.